# NGC 2212
NGC 2212 је спирална галаксија у сазвежђу Велики пас која се налази на NGC листи објеката дубоког неба.
Деклинација објекта је - 18° 31' 12" а ректасцензија 6h 18m 35,7s. Привидна величина (магнитуда) објекта NGC 2212 износи 13,6 а фотографска магнитуда 14,5. NGC 2212 је још познат и под ознакама ESO 556-14, MCG -3-16-22, PGC 18796.